# تنه خرمایی

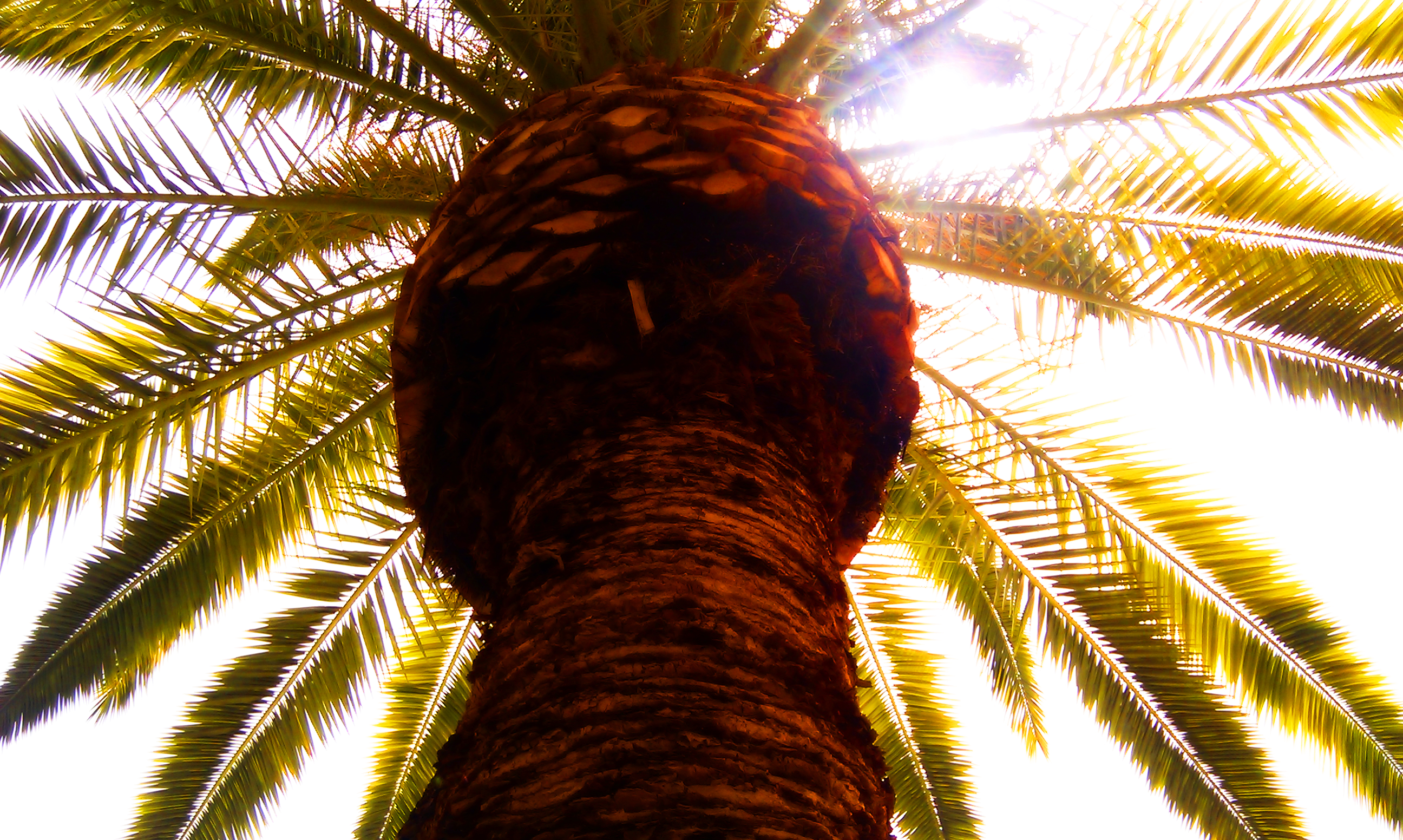
کادوکس چوبی نخل خرما

تنه خرمایی یا کاودکس (به انگلیسی: Caudex) به عنوان نامی برای ساقه‌های زیر زمینی نیز استفاده می‌شود. اما در دانش گیاه‌شناسی، امروزه واژهٔ کاودکس منظور ساقهٔ گیاهانی است که از نظر ریخت‌شناسی ظاهر متفاوتی از گیاهان دو لپه‌ای گلدار دارند. برای مثال ساقهٔ گیاهانی چون نخل، سرخس و سرخس نخلی کادوکس تلقی می‌شوند.